# Billy Sheehan
Pour les articles homonymes, voir Sheehan.
William Roland Sheehan (né le 19 mars 1953 à Buffalo, New York) est un bassiste américain connu pour son travail avec Talas, Steve Vai, David Lee Roth, Mr. Big, Niacin et The Winery Dogs.
Sheehan est sacré 5 fois « meilleur bassiste rock » par les lecteurs de Guitar Player Magazine pour son jeu de « bassiste solo ». Le magazine a comparé son jeu à celui de Eddie Van Halen à la guitare. Bien qu'un maître incontesté du tapping à deux mains entre autres, il est aussi reconnu comme un vrai bon bassiste rock, remplissant parfaitement le rôle traditionnel de support au sein d'un groupe.
Il est membre de la scientologie depuis 35 ans.

## Biographie

### Carrière solo
Billy Sheehan naît à Buffalo (New York) aux États-Unis. Il emprunte la guitare de sa sœur. C'est en fréquentant un de ses amis bassistes qu'il développe l'envie d'apprendre la basse. Quand Sheehan voit Tim Bogert du groupe Vanilla Fudge utiliser une Fender Precision Bass, il se convertit à la basse. En 1999, il participe à l'enregistrement de l'album à succès Brotherhood du groupe japonais B'z, et joue avec eux sur la tournée de 2002 Green, devant un public total de 750 000 personnes.
En 2001, Billy sort un album solo, Compression, puis un deuxième en 2005, Cosmic Troubadour. Il y chante et joue de la guitare, en plus de la basse. En 2002, Sheehan est invité par le groupe Planet X pour l'album MoonBabies, ce qui le mène à participer à l'album solo Black Utopia du claviériste du groupe, Derek Sherinian en 2003.
Un des autres projets de Sheehan est le trio jazz-rock-fusion Niacin, avec Dennis Chambers et John Novello. Sheehan est aussi l'auteur de livres et de vidéos éducatives populaires, et donne des cours et des séminaires à la célèbre Berklee College of Music. Il donne 3 concerts en 2006 pour Amazing Journey: A Tribute to The Who avec Mike Portnoy, Gary Cherone et Paul Gilbert.
Sheehan a également rejoint les bassistes Jeff Berlin et Stu Hamm, ainsi que le guitariste Jude Gold et le batteur John Mader pour la tournée du BX3, un dérivé du G3 (groupe) qui se concentre sur la basse plutôt que sur la guitare.

### Talas

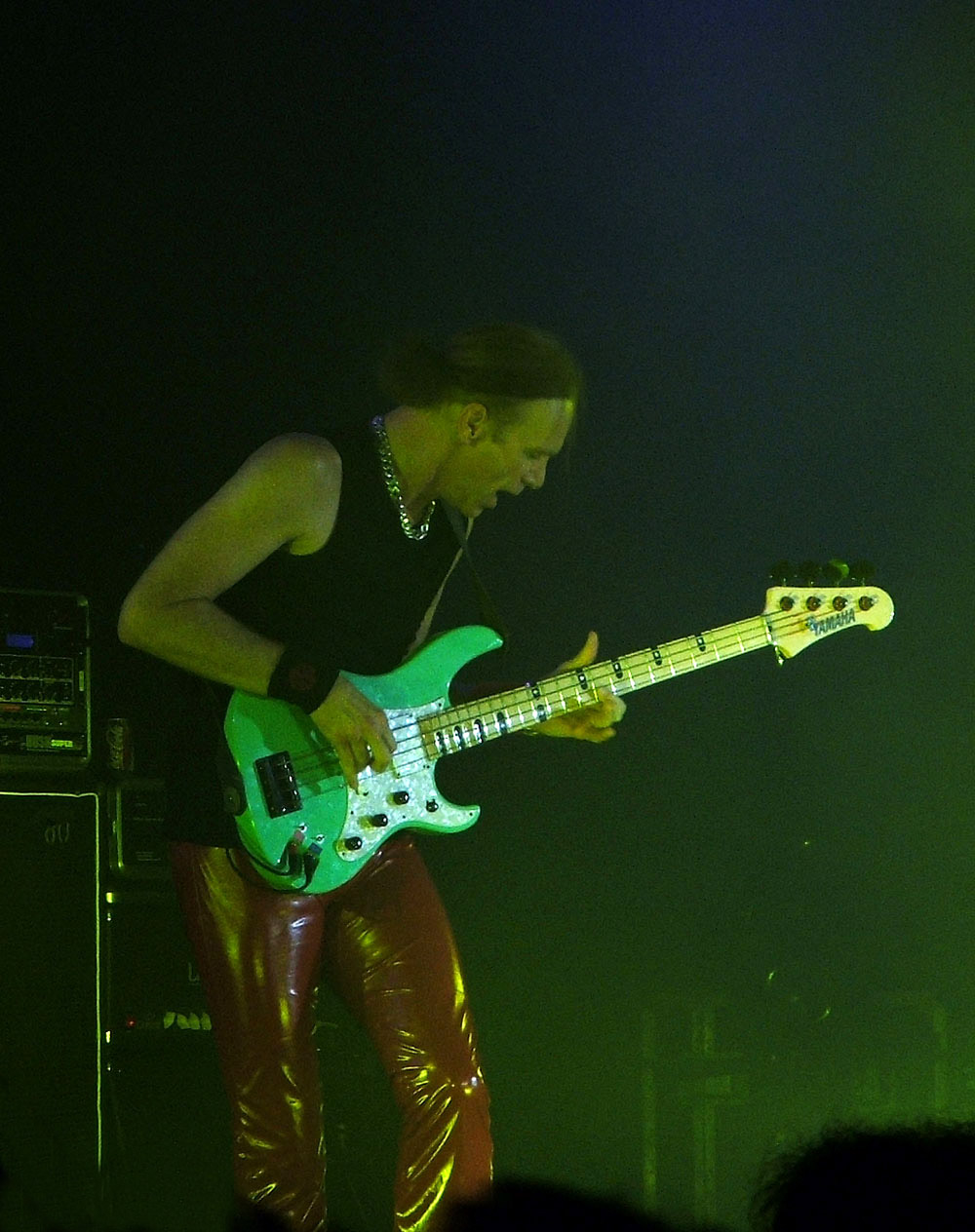
Billy Sheehan lors d'un concert à Milan avec Steve Vai en 2005.

Le premier groupe à plein temps de Billy Sheehan est Talas, un trio composé de Dave Constantino à la guitare et Paul Varga à la batterie. Le groupe joue un mélange de reprises et de compositions, et alternent tous les trois au chant. Ils jouent très régulièrement en concert (jusqu'à six jours par semaine).
Talas est un des groupes les plus populaires de Buffalo pendant plus d'une décennie, se répandant dans tout le nord-est américain, et même au Canada. En 1978, Talas sort leur premier album, éponyme, qui comprend le succès régional See Saw. C'est pendant cette période que Sheehan compose ses titres les plus connus, comme Shy Boy (plus tard réenregistré avec David Lee Roth), et le complexe et frénétique Addicted to that Rush (plus tard réenregistré avec Mr. Big).
La première scène nationale de Talas arrive en 1980, quand ils font la première partie de 30 concerts de Van Halen. Cependant, le succès est limité, et bien que leur marque de fabrique soit à l'origine du glam metal[réf. nécessaire] et gagne en popularité les années suivantes, Talas reste inconnu, à cause principalement d'un management pauvre. Cherchant à mener Talas plus loin que les scènes régionales, Billy reforme le groupe avec un autre batteur (Mark Miller), un autre guitariste (Mitch Perry), et un chanteur, Phil Naro, avec qui Billy a déjà travaillé à la fin des années 1980 pour son projet parallèle, le Billy Sheehan Band. Talas ne sort qu'un seul nouvel album, Live Speed on Ice. Après que Mitch Perry quitte le groupe, il est remplacé par Johnny Angel, qui est leur guitariste sur la tournée de 1985/1986 pour la première partie des concerts de Yngwie Malmsteen. Il y eut un quatrième enregistrement, appelé Lights, Camera, Action, mais il ne dépassa jamais le stade de démo à cause du départ de Sheehan pour retrouver le groupe de David Lee Roth. Talas continue quelque temps sans Sheehan, engageant Jimmy DeGrasso à la batterie, Al Pitrelli à la guitare et Bruno Ravel à la basse, mais le groupe est déjà séparé.
Billy Sheehan réunit en 1998 le trio original pour quelques concerts, ainsi que pour un album live, If We Only Knew Then What We Know Now.

### David Lee Roth Band
David Lee Roth engage Sheehan, le guitariste Steve Vai, et le batteur Gregg Bissonette pour l'album Eat 'Em and Smile, son premier après avoir quitté Van Halen (bien qu'ayant sorti un mini LP de 4 reprises avant). L'enregistrement comporte le classique Yankee Rose, et démontre les qualités rythmiques de Sheehan. Après l'album Skyscraper, Sheehan quitte le groupe pour poursuivre d'autres opportunités. Steve Vai le suit peu après.

### Mr. Big (1988–2002, depuis 2009)

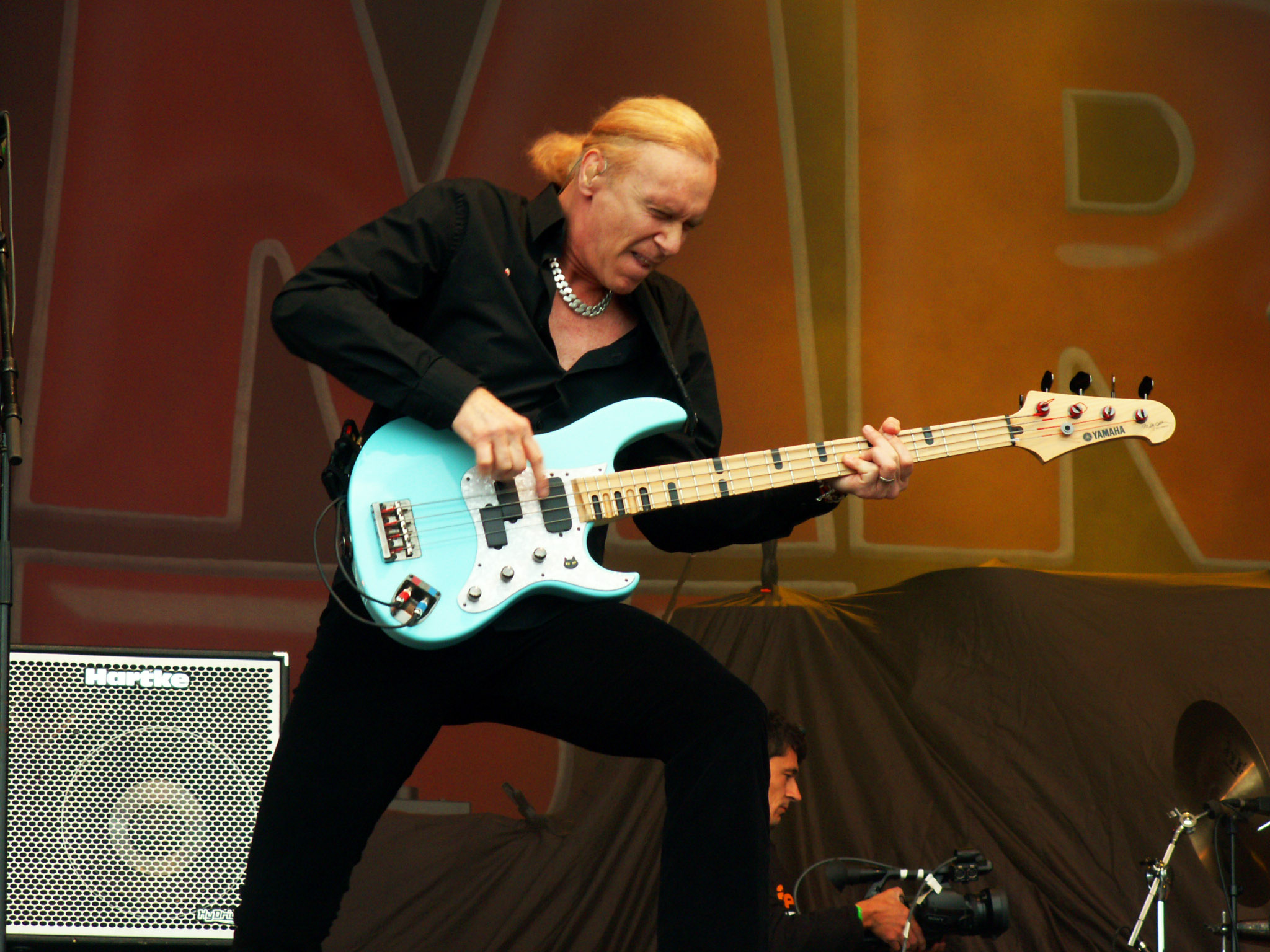
Billy Sheehan au Hellfest 2011.

En 1988, Billy Sheehan crée le groupe Mr. Big avec Eric Martin au chant, Paul Gilbert à la guitare, et Pat Torpey à la batterie. Mr. Big sort d'énormes hits aux États-Unis, comme Addicted to that Rush, de leur premier album éponyme, et la ballade To Be With You, sur leur second album Lean Into It, mais sont incapables de renouveler l'exploit plus tard. Cependant, le groupe connait un immense succès au Japon. Les tensions internes conduisent au départ de Gilbert en 1997. Il est remplacé par Richie Kotzen, qui reste jusqu'à la séparation du groupe en 2002. 
Mr. Big se reforme en 2009, effectue plusieurs tournées et enregistre trois nouveaux albums en 2011, 2014 et 2017.

### Avec Steve Vai
Billy Sheehan part ensuite en tournée avec le groupe UFO, et rejoint Steve Vai pour la tournée du groupe G3. C'est un membre régulier du groupe des tournées de Steve Vai, et il joue également dans beaucoup de ses albums solo. 

### The Winery Dogs (2012–2017)
En 2012, Billy Sheehan forme le groupe The Winery Dogs avec Richie Kotzen à la guitare et Mike Portnoy à la batterie. Ce power trio rock enregistre quatre albums entre 2012 et 2017, puis prend une pause.

## Influences
Sheehan a des influences variées, de Bogert et Cliff Burton à Bach, mais aussi Jimi Hendrix comme influence première, peut-être parce que le premier concert auquel il a assisté était un concert de Hendrix. Il dit aussi avoir eu l'idée du tapping à deux mains après avoir vu Billy Gibbons de ZZ Top jouer une note avec son index droit à un concert.

## Matériel, jeu et techniques

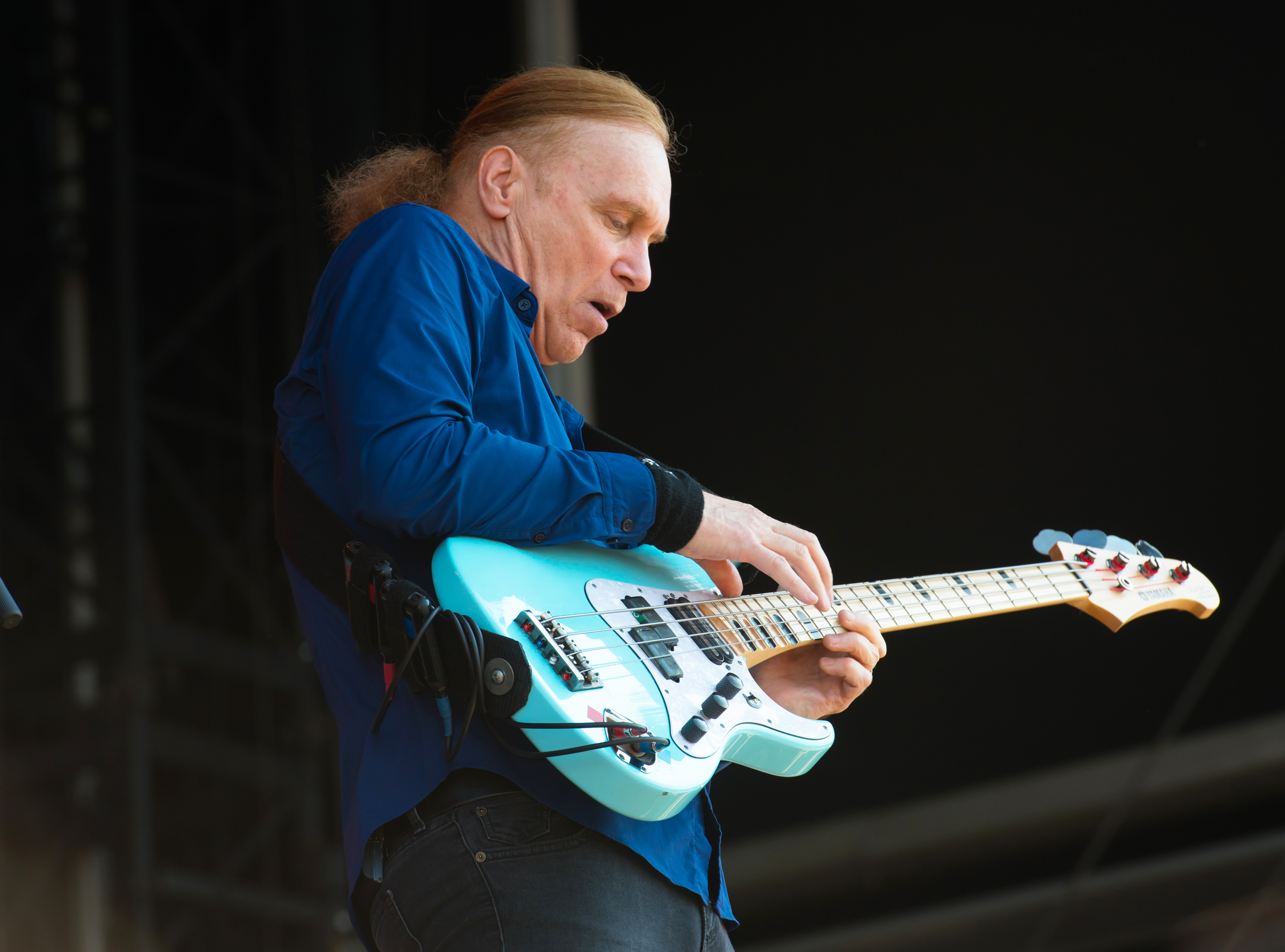
Billy Sheehan (ici avec Mr. Big en 2018) pratique le tapping à la basse.

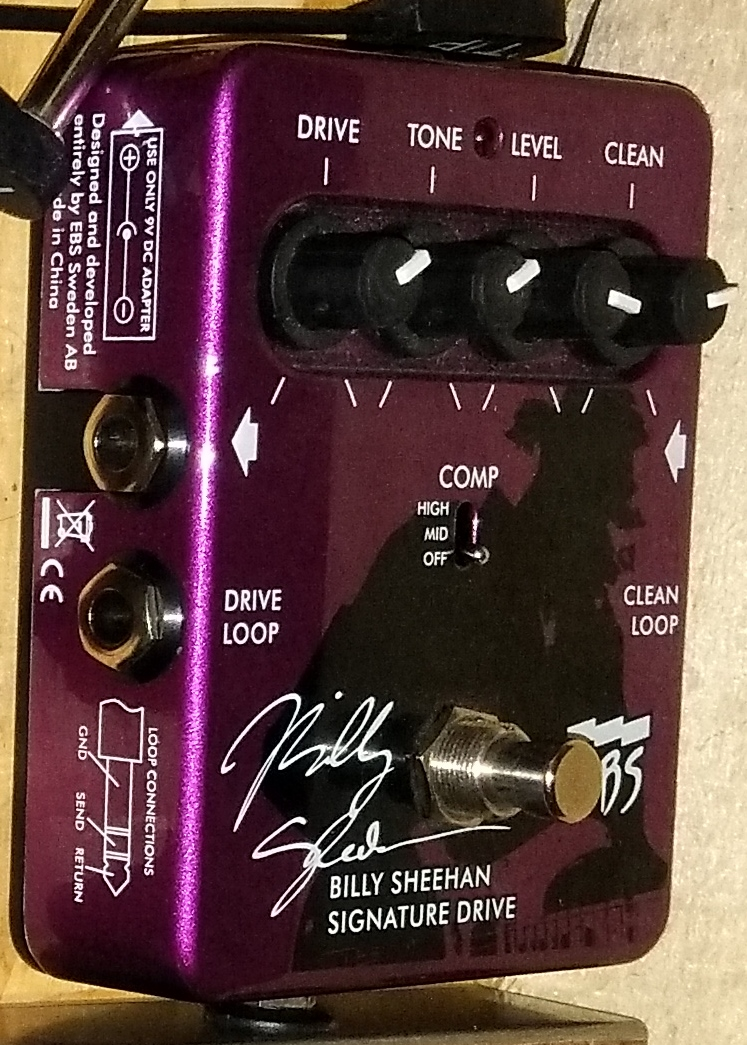
Pédale d'overdrive pour basse signature Billy Sheehan par EBS.

La première basse de Billy Sheehan est une Hagström FB, qui est rapidement accompagnée d'une Precision Bass similaire à celle de Tim Bogert. Après l'avoir acquise, il « défrette » sa Hagström. Au fil des ans, il modifie lourdement sa Precision Bass, ajoutant un micro près du manche, ainsi qu'un support additionnel à la fixation du manche, ce que Sheehan considère comme leur plus grande faiblesse. Le micro additionnel et le micro original ont deux sorties jack séparées sur la basse, ce qui permet d'utiliser deux amplis différents, l'un avec de la distorsion et l'autre au son clair pour le micro manche, pour conserver les graves. Il ne se sert plus de cette basse, mais il l'appelle affectueusement « L'Épouse ».
Billy Sheehan joue dessus régulièrement jusqu'à la fin des années 1980, puis utilise des basses Yamaha Attitude qu'il a créées lui-même. Elles sont basées sur sa Precision Bass, mais comportent selon lui une quantité d'améliorations, comme les multi-fixations du manche, ou l'accessoire appelé Hipshot D-tuner, qui s'adapte sur la corde de mi et permet de ré-accorder rapidement la corde en ré, puis de la rehausser.

## Discographie

### Albums studio
- 1989 : The Talas Years
- 2001 : Compression
- 2005 : Cosmic Troubadour
- 2006 : Prime Cuts
- 2009 : Holy Cow

### Albums collaboratifs
- 1986 : Eat 'Em and Smile (avec David Lee Roth)
- 1989 : Mr. Big (avec Mr. Big)
- 1991 : Lean Into It (avec Mr. Big)
- 1993 : Bump Ahead (avec Mr. Big)
- 1996 : Hey Man (avec Mr. Big)
- 1996 : Niacin (avec Niacin)
- 1997 : Live (avec Niacin)
- 1998 : High Bias (avec Niacin)
- 1998 : Age of Impact (avec Explorer's Club)
- 2000 : Get Over It (avec Mr. Big)
- 2000 : Live! Blood, Sweat and Beers (avec Niacin)
- 2000 : Deep avec Niacin
- 2001 : Time Crunch (avec Niacin)
- 2001 : Actual Size (avec Mr. Big)
- 2002 : Nine Short Films (avec Terry Bozzio)
- 2005 : Organik (avec Niacin)
- 2005 : Live in Tokyo (avec Niacin) (DVD)
- 2011 : What If... (avec Mr. Big)
- 2013 : The Winery Dogs (avec The Winery Dogs (Mike Portnoy et Richie Kotzen))
- 2013 : Krush (avec Niacin)
- 2014 : ...The Stories We Could Tell (avec Mr. Big)
- 2017 : Dog Years (EP) / Dog Years: Live in Santiago (avec The Winery Dogs)
- 2017 : Psychotic Symphony (avec Sons of Apollo)
- 2017 : Defying Gravity (avec Mr. Big)
- 2019 : Live with the Plovdiv Psychotic Symphony (avec Sons of Apollo)
- 2020 : MMXX (avec Sons of Apollo)
- 2022 : 1985[6]
- 2023 : III (avec The Winery Dogs)